# Mongolie aux Jeux olympiques d'été de 2012
La Mongolie participe aux Jeux olympiques d'été de 2012 à Londres. Il s'agit de sa 12e participation aux Jeux olympiques d'été.

## Médaillés
| Médaille | Nom                        | Sport       | Compétition               | Date       |
| -------- | -------------------------- | ----------- | ------------------------- | ---------- |
| Argent   | Naidangiin Tüvshinbayar    | Judo        | Moins de 100 kg hommes    | 2 août     |
| Argent   | Nyambayaryn Tögstsogt      | Boxe        | Poids mouches hommes      | 12 août    |
| Bronze   | Uranchimegiin Mönkh-Erdene | Boxe        | Poids super-légers hommes | 10 août    |
| Bronze   | Soronzonboldyn Battsetseg  | Lutte libre | Moins de 63 kg femmes     | 8 août     |
| Bronze   | Sainjargalyn Nyam-Ochir    | Judo        | Moins de 73 kg hommes     | 30 juillet |

## Judo
Hommes
| Athlète                     | Compétition     | 1/32 de finale      | 1/16 de finale      | 1/8 de finale       | Quarts de finale    | Demi-finales        | Repêchage 1         | Repêchage 2         | Finale              | Finale |
| Athlète                     | Compétition     | Adversaire Résultat | Adversaire Résultat | Adversaire Résultat | Adversaire Résultat | Adversaire Résultat | Adversaire Résultat | Adversaire Résultat | Adversaire Résultat | Rang   |
| --------------------------- | --------------- | ------------------- | ------------------- | ------------------- | ------------------- | ------------------- | ------------------- | ------------------- | ------------------- | ------ |
| Davaadorjyn Tömörkhüleg     | Moins de 60 kg  |                     |                     |                     |                     |                     |                     |                     |                     |        |
| Khashbaataryn Tsagaanbaatar | Moins de 66 kg  |                     |                     |                     |                     |                     |                     |                     |                     |        |
| Sainjargalyn Nyam-Ochir     | Moins de 73 kg  |                     |                     |                     |                     |                     |                     |                     |                     | 3      |
| Naidangiin Tüvshinbayar     | Moins de 100 kg | NC                  |                     |                     |                     |                     |                     |                     |                     |        |

Femmes
| Athlète                   | Compétition    | 1/16 de finale      | 1/8 de finale       | Quarts de finale    | Demi-finales        | Repêchage 1         | Repêchage 2         | Finale              | Finale |
| Athlète                   | Compétition    | Adversaire Résultat | Adversaire Résultat | Adversaire Résultat | Adversaire Résultat | Adversaire Résultat | Adversaire Résultat | Adversaire Résultat | Rang   |
| ------------------------- | -------------- | ------------------- | ------------------- | ------------------- | ------------------- | ------------------- | ------------------- | ------------------- | ------ |
| Mönkhbatyn Urantsetseg    | Moins de 48 kg |                     |                     |                     |                     |                     |                     |                     |        |
| Mönkhbaataryn Bundmaa     | Moins de 52 kg |                     |                     |                     |                     |                     |                     |                     |        |
| Dorjsürengiin Sumiya      | Moins de 57 kg |                     |                     |                     |                     |                     |                     |                     |        |
| Tsedevsurengiin Mönkhzaya | Moins de 63 kg |                     |                     |                     |                     |                     |                     |                     |        |
| Pürevjargalyn Lkhamdegd   | Moins de 78 kg |                     |                     |                     |                     |                     |                     |                     |        |

## Tir
| Athlète             | Compétition                         | Qualification | Qualification | Finale | Finale |
| Athlète             | Compétition                         | Points        | Rang          | Points | Rang   |
| ------------------- | ----------------------------------- | ------------- | ------------- | ------ | ------ |
| Nyantaigiin Bayaraa | Carabine à 10 m air comprimé hommes | 593           | 23e           | NC     | NC     |
| Otryadyn Gündegmaa  | Pistolet à 25 m femmes              | 577           | 27e           | NC     | NC     |

## Tir à l'arc
| Athlète                    | Compétition       | Tour préliminaire | Tour préliminaire | 1er tour         | 2e tour          | 3e tour          | Quarts de finale | Demi-finales     | Finale           | Finale |
| Athlète                    | Compétition       | Score             | Rang              | Adversaire Score | Adversaire Score | Adversaire Score | Adversaire Score | Adversaire Score | Adversaire Score | Rang   |
| -------------------------- | ----------------- | ----------------- | ----------------- | ---------------- | ---------------- | ---------------- | ---------------- | ---------------- | ---------------- | ------ |
| Jantsangiin Gantögs        | Individuel hommes |                   |                   |                  |                  |                  |                  |                  |                  |        |
| Bishindeegiin Urantungalag | Individuel femmes |                   |                   |                  |                  |                  |                  |                  |                  |        |